# Hartfield
Hartfield – wieś w Anglii, w hrabstwie East Sussex, w dystrykcie Wealden. Leży 49 km na południe od Londynu. W 2007 miejscowość liczyła 2157 mieszkańców.